# Abas (Troja)
Abas (altgriechisch Ἄβας Ábas) ist eine Gestalt der griechischen Mythologie.
Abas war einer der Gefährten des Aeneas bei der Flucht aus Troja und begleitete diesen auf dem Weg nach Italien; sein Schiff ging aber wie etliche weitere bei einem Sturm unter.